# 马来西亚彭亨苏丹阿都拉大学
馬來西亞彭亨蘇丹阿都拉大學（馬來語：Universiti Malaysia Pahang Al-Sultan Abdullah (UMPSA)；
英語：University of Malaysia Pahang Al-Sultan Abdullah），舊稱马来西亚彭亨大学（英语：University of Malaysia, Pahang，马来语：Universiti Malaysia Pahang），简称UMP，是一家位于马来西亚彭亨州的公立大学。該校最早期稱为马来西亚工程及工艺大学学院（马来语：Kolej Universiti Kejuruteraan dan Teknologi Malaysia，简称KUKTEM）。
2015年11月28日，UMP已受承认为自主地位，對財務、人力資源和行政管理的控制已全部轉入大學。
2018年7月17号，UMP在QS Rating中获得了QS 5-stars overall rating, UMP也是马来西亚第1个获得5-stars overall rating的技术型大学和非研究型大学。
UMP亚洲排名(QS University Rankings 2018 : Asia) - 281-290                                                                                                     
UMP亚洲排名(QS University Rankings 2019 : Asia) - 188

## 历史
2001年7月25日，首相马哈迪·莫哈末的内阁批准在彭亨和玻璃市设立两所大学学院，以提供实践技术和技术相关课程。
2002年2月16日，马来西亚政府将UMP成立为公立技术大学。根据最高元首法令的1971年“大学和大学院校法令”，马来西亚工程及工艺大学（KUKTEM）成立作为一个技术大学，专门从事工程和技术。这所大学学院在彭亨甘孟的临时校园内经营。临时校园以前是由MEC拥有的工业综合体。该大学正在建设中的永久校园位于北根县。
2006年10月8日，马来西亚政府同意将马来西亚工程及工艺大学重命名为马来西亚彭亨大学。
该大学由19个部门/单位和10个学院组成（有些被称为中心）。其中有：
- 人力资源部
- 教学人员发展中心
- 审计股
- 国际办公室
- 公司通讯股
- 财务部
- 学术管理办公室
- 学生事务部
- 信息和通信技术中心
- 伊斯兰中心
- 知识管理中心
- 法律单位
- 研究管理中心
- 发展与资产管理办公室
- 质量部
- 研究生学习研究所
- 体育中心
- Rumah Bujang Kaigeh

## 学院
- 計算機系統和軟件工程学院
- 机械工程系学院
- 工程技术学院
- 制造工程学院
- 工業科學與技術学院
- 电机与电子工程学院
- 化學與自然資源工程学院
- 土木和地球資源工程学院
- 現代語言與人文科學中心
- 技術管理中心

## 设施
彭大提供了以下设施：

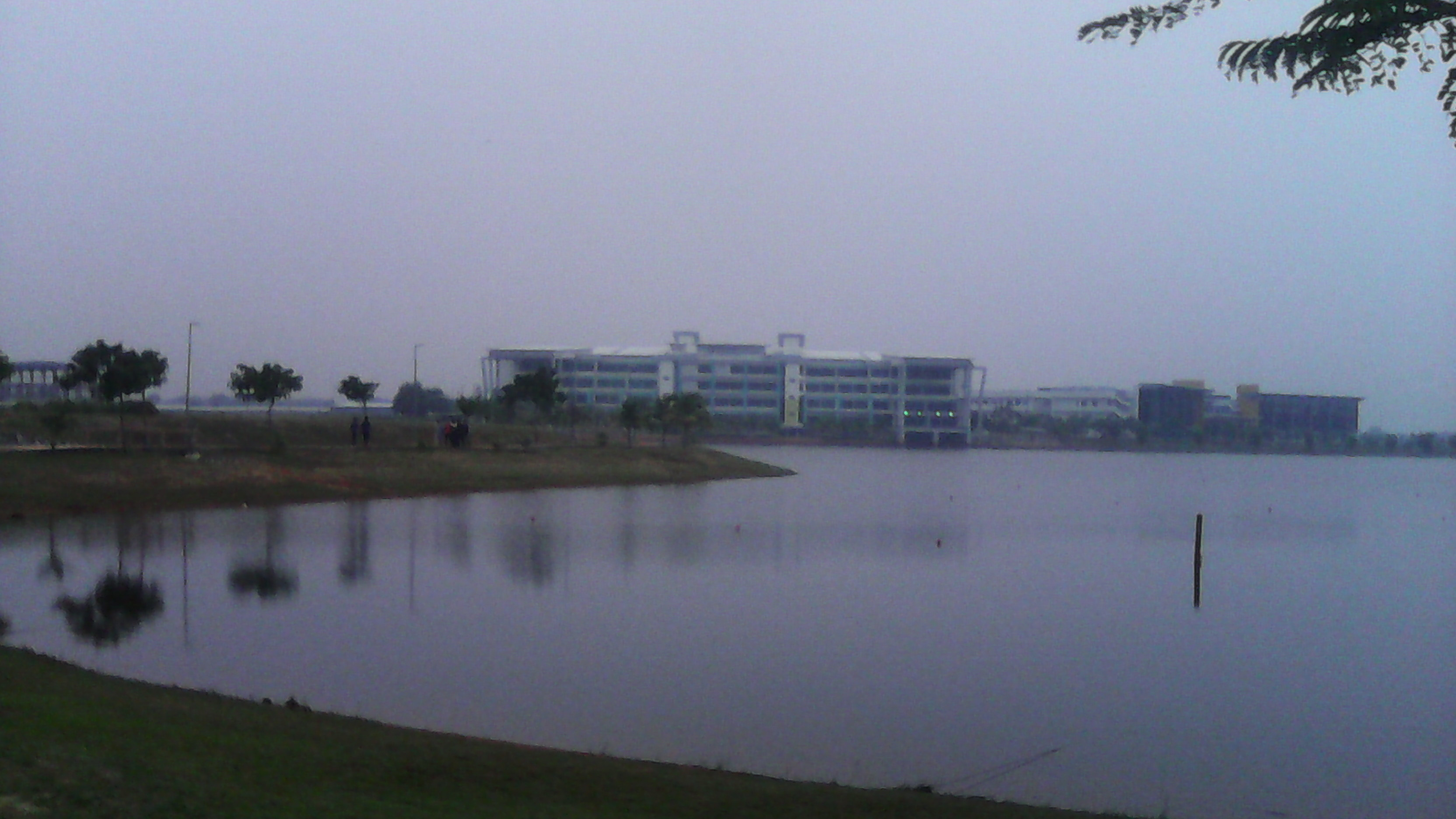
湖前的彭亨大学北根图书馆

- 宿舍在馬來語中被稱為居所学院（Kolej Kediaman）。宿舍分為兩部分：
  - 學生宿舍1和3共有15栋大楼，男生宿舍8栋，女生宿舍7栋。每栋大楼由四個樓層組成，每個樓層有12個房間、兩個書房和洗手間。四個學生被分配到每個房間。
  - 學生宿舍樓2是一個由露台房屋組成的新宿舍樓，名為甘邦柏兰岭宿舍楼（Kompleks Kediaman Gambang Perdana）。這僅適用於一年級以上的男學生。這種類型的宿舍提供了一個特殊的環境，因為學生必須管理他們自己的房间.
  - 學生宿舍樓4：彭大租用商店以容納越來越多的學生。 宿舍楼位于敦拉萨高速公路旁邊，由A，B和C栋組成。
  - 學生宿舍樓5：一間公寓式宿舍，为彭大北根县建成的第一栋宿舍樓。它由三栋大楼組成：A至E區是男性宿舍，F至I區是女性宿舍。機械，電氣和製造業學生占用了这里，因為他們是在2016年之前將所有院系轉移到彭大北根县校區之前放置在彭大北根县的早期学员隊伍。
- 互聯網接入：校園幾乎所有區域都有无线网络覆蓋，此外還有局域網端口供學生在宿舍學習室、圖書館等区域通過局域網電纜連接到互聯網。大學已經在每間宿舍的每個房間內固定了LAN端口。
  - 馬來西亞的主要互聯網服務提供商（ISP）马电讯提供了無線互聯網接入服務。马电讯熱點以每月19馬幣的价格在有限的位置提供了更高的高速無線互聯網接入。
- 图书馆：北根彭大的图书馆建在湖泊附近，因此被命名为彭大湖畔校区（英文：UMP Lakeside Campus）。
- 讲堂
- 实验室（根据学院分类）
- 食堂
- 运动设施（如草场、健身房、篮球场、羽毛球场等）
- 回教堂
- 诊所

## 彭大北根校区
UMP北根校区有着如下的设施：
- 学生区
- 旅社和自助食堂
- 水上活动用的湖（例如划小船）
- 免费无线网络
- 机械工程系学院
- 电机与电子工程学院
- 制造工程学院
- 图书馆
- 诊所

## 排名
| 年份 | 排名    | 评估人         |
| ---- | ------- | -------------- |
| 2013 | 251-300 | QS亚洲大学排名 |
| 2015 | 251-300 | QS亚洲大学排名 |
| 2016 | 251-300 | QS亚洲大学排名 |
| 2017 | 251-300 | QS亚洲大学排名 |
| 2018 | 281-290 | QS亚洲大学排名 |

## 知名校友
马来西亚彭亨大学的校友和学生在各个领域表现出色，其中的知名校友有：
- 赛莫哈末韩查（Syed Mohamad Hamzah al-Junid），AJ Infinite (M) Sdn. Bhd. 委员会主席

## 场地取景
电视喜剧《Namaku Bedah》（2017）以彭大主校区作为背景。